# عائلة الفيروزان
عائلة الفيروزان أو الفيروزانيون كانت عائلة أميرية إيرانية من أصل ديلمي حكمت شكر، وفي أقصى اتساعها حكمت كل طبرستان.

## السيرة
كانت العائلة من سكان الديلم. خلال فترة وجودهم المبكرة، كان للعائلة نفوذ كبير على مناطق شكور، ورانيكوه، وأشكاور في طبرستان. كان أول أفراد العائلة رجل يُدعى نعمان، وكان له ولدان هما كاكي وفيروزان، وكان كلاهما يخدمان أسرة العلويين في شمال إيران. وفي عام 902، قُتل كلاهما أثناء الغزو الساماني لطبرستان. وكان لكلا الأخوين القتيلين ولد، فكان لكاكِي ولد اسمه مكان بن كاكي، وكان لفيروزان ولد اسمه الحسن بن الفيروزان. وقد لعب كلا هذين الابنين فيما بعد دورًا مهمًا في السياسة في شمال إيران وفي الدولة البويهية. وتمكن مكان فيما بعد من جعل الحاكم العلوي دمية في يده، وجعل طبرستان جزءًا من ممتلكاته.
ومع ذلك، فإن الديالمة الآخرين مثل أسفار بن شيرويه، بما في ذلك البويهيين الديالميين والزياريين ، والسلالة السامانية الفارسية، ادعوا السيادة على طبرستان، الأمر الذي أدى في النهاية إلى مقتل مكان في عام 940 على يد جيش ساماني. وكان لمكان ابن سُمي في المصادر بابن مكان، والذي حاول فيما بعد الاستيلاء على أصفهان من البويهيين، لكنه هُزم، ثم اختفى بعد ذلك من سجلات التاريخ. وتمكن الحسن من النجاة من الصراع، ورُزق بولدين هما فيروزان بن الحسن، ونصر بن الحسن.
وبحسب المؤرخ ابن إسفنديار، فإن فيروزان كان يحكم الديلم، بينما كان نصر يحكم قميس [الإنجليزية]. ويقال إن نصر هو من بنى الشاهدج في حوالي عام 1800. 970، والتي أصبحت فيما بعد قلعة إسماعيلية مهمة. وفي وقت لاحق، فَقَدَ نصر حُظوته لدى الحاكم الزياري قابوس، وسُجن. مصير شقيقه غير معروف. كان لنصر ابن اسمه هزاراسب بن نصر، الذي كان يعمل ضابطًا عسكريًا بويهيًا. وبعد ذلك، تختفي العائلة من سجلات التاريخ.